# Włodowice (gemeente)
De gemeente Włodowice is een landgemeente in het Poolse woiwodschap Silezië, in powiat Zawierciański.
De zetel van de gemeente is in Włodowice.
Op 30 juni 2004 telde de gemeente 5278 inwoners.

## Oppervlakte gegevens
In 2002 bedroeg de totale oppervlakte van gemeente Włodowice 76,29 km², waarvan:
- agrarisch gebied: 57%
- bossen: 32%

De gemeente beslaat 7,6% van de totale oppervlakte van de powiat.

## Demografie
Stand op 30 juni 2004:
| Omschrijving                   | Totaal | Totaal | Vrouwen | Vrouwen | Mannen | Mannen |
| ------------------------------ | ------ | ------ | ------- | ------- | ------ | ------ |
| eenheid                        | aantal | %      | aantal  | %       | aantal | %      |
| inwoners                       | 5278   | 100    | 2701    | 51,2    | 2577   | 48,8   |
| bevolkingsdichtheid (inw./km²) | 69,2   | 69,2   | 35,4    | 35,4    | 33,8   | 33,8   |

In 2002 bedroeg het gemiddelde inkomen per inwoner 1186,86 zł.

## Plaatsen
Góra Włodowska, Hucisko, Kopaniny, Morsko, Parkoszowice, Rudniki, Rzędkowice, Skałka, Włodowice, Zdów.

## Aangrenzende gemeenten
Kroczyce, Myszków, Niegowa, Zawiercie, Żarki